# Euxoa aneucta
Euxoa aneucta là một loài bướm đêm trong họ Noctuidae.